# Phoxophrys nigrilabris
Espèce
Synonymes
- Otocryptis nigrilabris Peters, 1864

Phoxophrys nigrilabris est une espèce de sauriens de la famille des Agamidae.

## Répartition
Cette espèce est endémique de Bornéo. Elle se rencontre au Sarawak et au Kalimantan.

## Publication originale
- Peters, 1864 : Über einige neue Säugethiere (Mormops, Macrotus, Vesperus, Molossus, Capromys), Amphibien (Plathydactylus, Otocryptis, Euprepes, Ungalia, Dromicus, Tropidonotus, Xenodon, Hylodes), und Fische (Sillago, Sebastes, Channa, Myctophum, Carassius, Barbus, Capoeta, Poecillia, Saurenchelys, Leptocephalus). Monatsberichte der Königlichen Preussischen Akademie der Wissenschaften zu Berlin, vol. 1864, p. 381-399 (texte intégral).